# 徐夢琪
徐夢琪（1996年—），自小失聰，卻以八歲之稚齡參加舒曼盃國際青少年鋼琴大賽，奪得兒童組第三名及舒曼浪漫曲特別獎，更是該項比賽首位殘疾選手。
徐夢琪自小與外祖母王正華居於深圳。兩歲時，因發高燒治療不當導致神經性耳聾。在外祖母的鼓勵下，徐夢琪決心成為鋼琴家，遂每天努力練琴。憑著天賦及刻苦努力，習琴十個月後，參加了全國鋼琴考級，成為深圳市500多名參加的兒童中，唯一獲得「優秀」成績的考生。期後，小夢琪更先後於2004年7月和2005年8月，參加廣東省「琴星盃」第三屆兒童鋼琴大賽及深圳市首屆青少年藝術大賽。
2005年10月，習琴只得兩年後的小夢琪，於舒曼杯國際青少年鋼琴大賽亞太地區決賽中取得該項賽事的決賽資格，兼且奪得最小年齡組的冠軍。小夢琪更是16位不同年齡組別的冠軍中，唯一獲得德國評委滿分通過的參賽者；該賽事的委員會更破例容許小夢琪在外祖母的陪同下遠赴德國參加決賽，最終獲得第三名及舒曼浪漫曲特別獎。
小夢琪揚威國際，載譽歸國後，她把獲獎得來的全數獎金捐予殘障兒童，更立志以後從演奏得來的收入捐出，以幫助中國大陸貧困的兒童。

## 獲獎簡歷
- 2004年3月：全國音樂考級鋼琴專業（一級優秀獎）
- 2004年4月：詩威德杯香港少年兒童鋼琴賽（二級組特等獎）
- 2005年6月：深圳市首屆殘疾兒童文藝匯（優秀節目獎）
- 2005年6月：廣東省穆六屆殘疾人藝術匯演（優秀獎）
- 2005年8月：深圳市首屆青少年鋼琴藝術大賽（兒童Ｂ組日獎）
- 2005年10月：舒曼杯國際青少年鋼琴大賽亞太地區選拔賽（第28組冠軍）
- 2006年4月：舒曼杯國際青少年鋼琴大賽總決賽（兒童組第三名）

## 相關連結
- 大公報：失聰鋼琴家徐夢琪今獻藝 (2006-11-06)
- 大公報：小夢琪的遙遙鋼琴路/孫穎
- 太陽報：小夢琪加油！ （页面存档备份，存于）
- 深圳失聰琴童揚威舒曼琴賽
- 中國鋼琴天才演奏會：表演片段